# Dániel próféta
Dániel próféta (héber: דָּנִיּאֵל, Daniyyel; perzsa: دانيال, Dâniyal, illetve Dani, داني ; arab: دانيال, Danyal) bibliai személy, a róla elnevezett könyv központi alakja. A könyve szerint Dániel nemesi származású zsidó ifjú volt Jeruzsálemből, akit Nabukodonozor babiloni király fogságba hurcolt. A kereszténység prófétának tekinti.  
Míg egyes konzervatív kutatók úgy vélik, hogy Dániel létezett, és szerintük a könyve az i.e 6. században íródott, a legtöbb mai bibliatudós egyetért abban, hogy Dániel létezésére nincs történelmi bizonyíték és nem is létezett. A könyvét a mai bibliatudósok az apokaliptikus irodalmi művek közé sorolják, amelyet az i. e. 2. században írtak, és amely a hellenisztikus kor eseményeit és Antiochosz Epiphanész zsidóüldözését tükrözi. 

## Jelentősége
A zsidó és keresztény hagyomány őt tartja a Dániel könyve eredeti szerzőjének. A Jahvétól kapott látomásaiban megjövendölte és leírta négy nagyhatalom uralomra jutását a világ felett: Babilon, Méd-Perzsia, Görögország és Róma. Fontos látomást közölt a Messiás eljövetelének időpontjára: közli, hogy a Római Birodalom uralkodása alatt fog eljönni. Ezt a keresztények úgy számították ki, hogy Krisztus bevonulása Jeruzsálembe időpontjára esik. A zsidók pedig nem II. Kurus hazaengedő dekrétumától számolták, hanem a Templom újjáépítésétől, így későbbi dátum jött ki, ami a sikertelen Bar Kohba szabadságharc idejére esett. Minderről Aranyszájú Szent János tudósított a zsidókhoz címzett iratában.
- Másik látomásában az "Emberfiáról" közöl részleteket aki felhőn közeledik. Ezt a keresztények Krisztus Második Eljövetelével azonosítják, ami szerintük még eztán következik be.

## A Bibliában
Nevének jelentése „bírám az Isten” vagy „Isten ítél”. A Dániel könyve 5.12 szerint a babiloni királytól a Balâṭsu-uṣur (בֵּלְטְשַׁאצֵּר Bēlṭəšăʾccăr) nevet kapta, amely miatt Baltazár néven is ismert.
A Biblia alapján származásáról annyit tudunk, hogy Júda egyik előkelő családjából való. II. Nabú-kudurri-uszur (bibl. Nabukodonozor) (uralk: Kr. e. 604-562) Babilonba vitette, ahol az udvarban szolgált és írnoki képzést kapott. A héber ifjakkal együtt 3 évig tanították a "káldeusok írására, nyelvére és tudományaira". Dániel és társai sokkal eredményesebben sajátították el a babilóniaiak tudományát, mint más tanulótársaik. Tehetsége és tudása következtében igen magas beosztásba került. (Dán. 2:48  Dán 5:11,29)  
Inkább államférfi, mint próféta volt, könyve mégis megérdemelten került be a prófétai iratok közé. Istentől több látomást is kapott és könyve alapján a babiloni uralkodók álmait is képes volt elmesélni és megmagyarázni. 
Dánielről utoljára II. Kurus perzsa király uralma alatt történik említés. II. Kurus (Círus) engedte meg a zsidóknak a hazatérésüket Palesztinába. Dániel tehát végigélte a babiloni fogság teljes 70 évét.
Igazságosságáról és bölcsességéről nevezetes emberként Ezékiel - aki őutána később került a birodalmi fővárosba - Noé és Jób közé sorolta (Ez. 14,20), és bölcsességét dicsérte (Ez. 28,3).

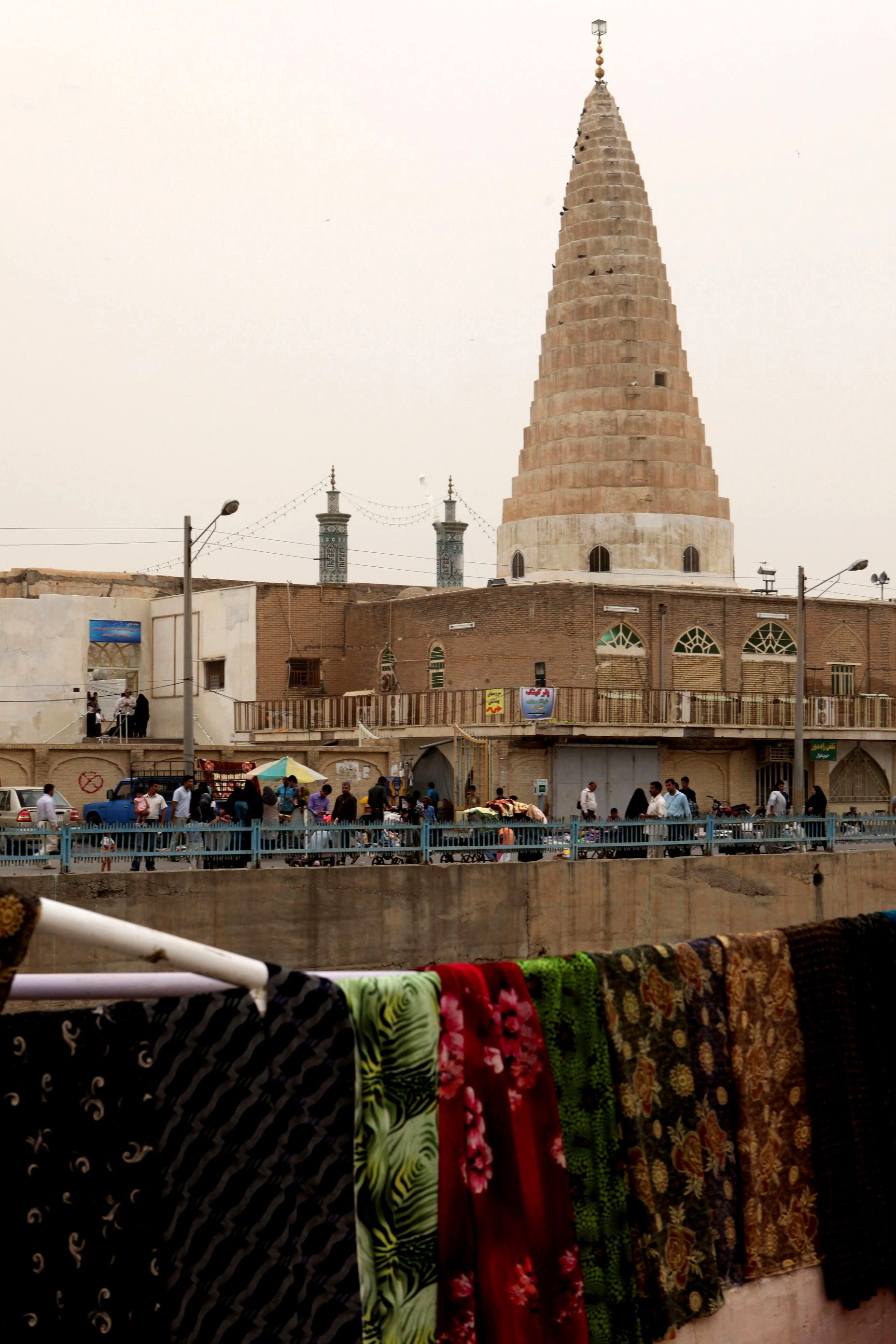
Dániel állítólagos síremléke (a háttérben) az iráni Szúzában.
(Több helyen állítottak neki síremléket.)

## Az iszlám vallásban
Habár a Korán nem említi a nevét, az iszlám-hit szerint Dániel egy volt a próféták közül.
Kr. u. 641-ben az Alexandriát megszálló muszlimok egy mecsetet szenteltek az emlékére.
Hat különböző helyen emeltek neki síremléket. Irakban: Babilonban, Kirkukban és Muqdadiyahban; Iránban: Szúzában és Malamirban; továbbá az üzbegisztáni Szamarkandban. Ezek közül a szúzai a leginkább elfogadott.

## Emlékezete
- A pécsi egyházmegyében a középkorban bukkan fel magyar tisztelete.
- A Pray-kódexben megtalálható az ünnepnapja.
- Hat város állítja, hogy náluk van Dániel sírja, a leghíresebb ezek közül a dél-iráni Szúza.